# Portrait d'un jeune homme au livre
Le Portrait d'un jeune homme au livre est une peinture à l'huile sur bois réalisée vers 1530-1540 par l'artiste italien de la Renaissance Agnolo Bronzino. Il représente probablement un ami littéraire de l'artiste tenant ouvert un recueil de poésie. Il est entré au Metropolitan Museum of Art de New York en 1929. 